# Spread
Spread — серия комиксов, которую в 2014—2018 годах издавала компания Image Comics.

## Синопсис
За 10 лет человечество почти вымерло, поскольку наружу вырвалось нечто древнее, что нельзя было контролировать, и распространялось очень быстро. Теперь надежды возлегли на маленькую девочку, которую нужно оберегать.

## История создания
Джордан признавался, что герой Но — сложный персонаж для написания и отмечал, что «в нём гораздо больше, чем кажется на самом деле». Толстого Джека сценарист называл «находчивым парнем, но в то же время очень опасным человеком».

## Коллекционные издания
| Название                       | Тип            | Дата выхода    | Собранный материал | Кол-во страниц | ISBN                       |
| ------------------------------ | -------------- | -------------- | ------------------ | -------------- | -------------------------- |
| Vol. 1: No Hope                | Мягкая обложка | 15 апреля 2015 | Spread #1-6        | 160            | 978-1632152565, 1632152568 |
| Vol. 2: The Children’s Crusade | Мягкая обложка | 25 ноября 2015 | Spread #7-11       | 128            | 978-1632155627, 1632155621 |
| Vol. 3: No Safe Place          | Мягкая обложка | 7 декабря 2016 | Spread #12-17      | 184            | 978-1632159076, 1632159074 |
| Vol. 4: Outside                | Мягкая обложка | 19 июля 2017   | Spread #18-21      | 128            | 978-1534301849, 1534301844 |
| Vol. 5: Damocles               | Мягкая обложка | 2 мая 2018     | Spread #22-25      | 112            | 978-1534305052, 153430505X |

## Реакция

### Отзывы критиков
На сайте Comic Book Roundup серия имеет оценку 7,7 из 10 на основе 93 рецензий. Джефф Лейк из IGN дал первому выпуску 9 баллов из 10 и написал, что авторы «создали действительно тревожный дебют, и, что ещё лучше, они создали отличную историю». Грег Макэлхаттон из Comic Book Resources посчитал, что «Spread #1 — приятный дебют, который должен заставить вас хотеть читать дальше». Пирс Лидон из Newsarama поставил первому выпуску оценку 5 из 10 и отметил, что художники «эффективно воплощают в жизнь сверхжестокий постапокалипсис Джордана с интригующим дизайном персонажей и впечатляющей цветовой палитрой», но добавил, что «этого недостаточно». Эдвард Кей с того же портала присвоил дебюту 7 баллов из 10 и подчеркнул, что в комиксе «отличный экшн, но сюжет немного банален и наполнен жанровыми клише». Джастин Джампаоли из Comics Bulletin вручил первому выпуску 3 звезды с половиной из 5 и сравнил комикс с «Ходячими мертвецами», Lone Wolf & Cub и «Сагой». Джен Апрахамян из Comic Vine дала дебюту 5 звёзд из 5 и написала, что он «не для слабонервных, но это хорошо продуманный триллер с огромным потенциалом».

### Номинации и награды
| Год  | Награда        | Категория    | Результат | Пр.    |
| ---- | -------------- | ------------ | --------- | ------ |
| 2016 | Ghastly Awards | Лучшая серия | Номинация | [ 15 ] |

### Продажи
Ниже представлен график продаж сборников комикса за их первый месяц выпуска на территории Северной Америки.